# Inverso multiplicativo

La función recíproca y = 1/x es una hipérbola con asíntotas en los ejes cartesianos. Para cada valor de x (eje horizontal) excepto el 0, y (eje vertical) representa su inverso multiplicativo.

En matemáticas, el inverso multiplicativo, recíproco o  inverso de un número x  no nulo, es el número, denotado como 1⁄x o x −1, que multiplicado por x da 1 como resultado.
En los números reales el 0 no tiene inverso multiplicativo. El inverso de un número real también es real, el inverso de un número racional es racional y todo número complejo tiene un inverso que es un número complejo.La división es la operación inversa de la multiplicación, si {\textstyle y\neq 0} por definición se cumple que: {\displaystyle {\frac {x}{y}}=x\cdot y^{-1}}, y además {\displaystyle x\cdot x^{-1}=1}.
Es decir:
- Si tenemos y/x su inverso multiplicativo es x/y; o bien
- Si tenemos x su inverso multiplicativo es 1/x .

La propiedad que todo elemento no nulo tiene un inverso multiplicativo es parte de la definición de cuerpo.

## Inverso multiplicativo en otros objetos matemáticos
La noción de inverso de un número puede aplicarse a distintos tipos de objetos matemáticos.
- La inversa de una matriz cuadrada es otra matriz, denominada matriz inversa, que al multiplicarse por la original es igual a la matriz identidad.

- La inversa de una función inyectiva f es la resultante de despejar la variable independiente, convirtiéndola en dependiente. Su gráfica es simétrica a la gráfica de la función f con respecto a la recta   {\displaystyle y=x} y su composición da como resultado la función identidad.

- En las matemáticas constructivas, para que un número real x tenga inverso, no es suficiente que sea falso que x = 0. Además, debe existir un número racional r tal que 0 < r < |x|.

En cuanto al algoritmo de aproximación presentado en el párrafo anterior, esto es necesario para demostrar que la variación en y llegará a ser arbitrariamente pequeña.
- En la aritmética modular, el inverso multiplicativo de x también está definido: es el número a tal que (a × x) ≡ 1 (mod n). Sin embargo, este inverso multiplicativo sólo existe si a y n son primos entre sí. Por ejemplo, el inverso de 3 módulo 11 es 4, porque es la solución de (3 × x) ≡ 1 (mod 11). Un algoritmo empleado para el cálculo de inversos modulares es el Algoritmo de Euclides extendido.